# クバール・スピアン
クバール・スピアン（Kbal Spean、クメール語: ក្បាលស្ពាន、英語: ‘Bridge Head’、‘Head of the Bridge’）は、カンボジアのシェムリアップ州、シェムリアップ郡にあるアンコール地区の北東、プノン・クーレンの西側に位置するクメール王朝時代の遺跡地域である。それは主要なアンコール遺跡群から25キロメートルのストゥン・クバール・スピアン川（英: Stung Kbal Spean River）に沿って存在する。
一帯は、砂岩の地層の川床や川岸に刻まれた一連の石の彫刻により構成され、一般に「1000本リンガの谷」または「千のリンガの川」として知られる。石の彫刻のモチーフは、主として無数のリンガ（ヒンドゥー教の神シヴァを表す男性器の象徴）、砂岩の岩床の表面を覆うように整然と配置された凹凸表現、それにリンガとヨニの意匠である。また、シヴァ、ヴィシュヌ、ブラフマー、ラクシュミーの神々、ラーマやハヌマーンなどインド神話をモチーフとする描写だけでなく、動物（ウシやカエル）といった多様なものがある。

## 地理
クバール・スピアンは「アンコールの北東のジャングルの奥深くにある見事に彫られた川床」として知られる。川一面を覆うリンガの橋（英: ‘Bridge Head’）のあるその川は、ストゥン・クバール・スピアン (Stung Kbal Spean) の名で知られ、バンテアイ・スレイの北のプノン・クーレンに源を発するシェムリアップ川の源流の1つである。その砂岩からなる川床は削られ、インド神話を構成する多くの彫刻が砂岩に彫られている。考古学的遺跡は、千本リンガの橋の北150メートル上流より始まり、下流の滝にかけての川一帯にある。川は、宗教的彫刻の上を流れることによって清められ、シェムリアップ川とプク川（英: Puok River）に分岐して、平野およびアンコール遺跡群を回った後、最終的にトンレサップ湖に流入する。
遺跡は、プノン・クーレン国立公園となるプノン・クーレンの西部にある。進入路は、入口は軍の駐留地から約5キロメートルの道路の傍にあるバンテアイ・スレイ寺院からとなる。バンテアイ･スレイの12キロメートル東にあり、川床に彫られた彫刻が現れる最初の滝の地点に至る前に、森林の小道に沿って約2キロメートルの登り坂をおよそ45分歩く。

## 歴史
残存する彫刻は、王スーリヤヴァルマン1世（在位1002-1050年）の治世時代に始まり、ウダヤーディチャヴァルマン2世（在位1050-1066年）の時代に終わる。これら2人は11世紀に統治した王である。1000本リンガは、他の彫刻を除いて、1054年のスーリヤヴァルマン1世の寄進により、その聖務者に属し、その地域に棲む隠者によって刻まれた。その地の碑文は、彫刻のほとんどがウダヤーディチャヴァルマン2世の治世になされたことを述べている。また、王ウダヤーディチャヴァルマン2世が1059年、ここに金色のリンガを捧げたと記している。それは、シェムリアップ川がアンコールに注ぐその流れは、神聖なリンガを越えて清められると信じられていたからである。
遺跡は、民俗学者 Jean Boulbet により1969年に発見されたが、さらなる調査は、カンボジア内戦により中断された。この地域は、1998年より安全な訪問を顕著に回復した。

## 構成
| 左: クバール・スピアンの岩床にある ‘Sahasra lingas’ すなわち1000本リンガ。右: 浅瀬の流れに格子状に配置されたヨニ（英語版）。 |  | 左: クバール・スピアンの岩床にある ‘Sahasra lingas’ すなわち1000本リンガ。右: 浅瀬の流れに格子状に配置されたヨニ（英語版）。 |
| 左: クバール・スピアンの岩床にある ‘Sahasra lingas’ すなわち1000本リンガ。 右: 浅瀬の流れに格子状に配置されたヨニ。          |  | |

クバール・スピアンの橋は、自然の砂岩の橋である。モンスーンの季節のすぐ後、川の水位が下がり始めると、彫刻は橋の上流150メートルから橋の下流の滝にかけてよく見える。この川に広がる11世紀の彫刻には、ブラフマー、ヴィシュヌ、シヴァ（またはマヘーシュヴァラ）の三神一体の神々が集まり、それに聖なる生き物がある。それらの彫刻において、ラクシュミーとともにいるヴィシュヌがヘビのアナンタの上にもたれ掛かり、シヴァとともにウマー (Uma) の別名で知られる配偶者パールヴァティーがナンディンに乗り、ヴィシュヌのへそから植物の茎が伸びその上のハスの花びらにブラフマーがいる。それにラーマやハヌマーンなどがあり、それらの彫刻は川床ばかりでなく川岸にも見られる。
順次、川をせき止める自然の石橋がある浸食された水路の縁の小道に沿って歩くと、その1つとしてヴィシュヌとくつろいだ彼の足元にラクシュミーが座る夫婦の彫刻が見られる。橋の上流には、シヴァとウマー（パールヴァティー）が雄牛のナンディンに乗った彫刻ある。橋の下流およそ30メートルには、もう1つのヴィシュヌの彫刻がある。さらに下流の滝と滝壺までには、「千のリンガの川」（英: ‘River of a Thousand Lingas’）の名に相当するサンスクリット語の ‘Sahasra lingas’ があり、粗い砂岩の川床に露頭するリンガの彫刻が橋の下流およそ6メートルより見られる。1995年にこの地を訪れたプノンペン・ポスト (Phnom Penh Post) のジャーナリスト Teppo Tukki によると、9世紀にさかのぼるいくつかのリンガが、25センチメートル四方、深さ10センチメートルの完全な格子模様の中に並ぶ。川はその上を流れ、天然の流水がそれらを5センチメートルほど覆っている。その聖なるものは、「クメール国王の力の経路」を生み出すよう設計されている。
その彫刻の後、川は清水の淵に15センチメートル下がる。神聖なリンガの上を流れた川は清められることを果たし、下流の寺院群間へと通じていく。見られるリンガは、流れる水路にある「女性の本源」としてのヨニを表す方形の囲いの中にある。これらのリンガを越えて、約40-50メートルにおよぶ川の流れは小岩の島を持ち、ついには滝壺に流れ落ちる。この川の経路の岩面上には淺浮彫り（英: bas reliefs）がある。ここにあるその浅浮彫りの1つは、中心像が見分けられない損傷を受けているが、アンコール・ワット寺院の浅浮彫りに見られるものと同様、禁欲を表すシヴァではないかと推測されている。ここで見られるワニの彫刻の主意は判明していない。また、この場所の近くには、丸石がカエルのように彫られている。池として常に水をたたえた長方形の場所には、その壁に多くの「横たわるヴィシュヌ」の彫刻があり、またここにも1対のワニが彫られているが、それらの尾は女性に握られている。川のこの水域に形成された小島には、雄牛（ナンディン）に乗ったシヴァとウマー（パールヴァティー）の彫刻がある。

## 彫刻

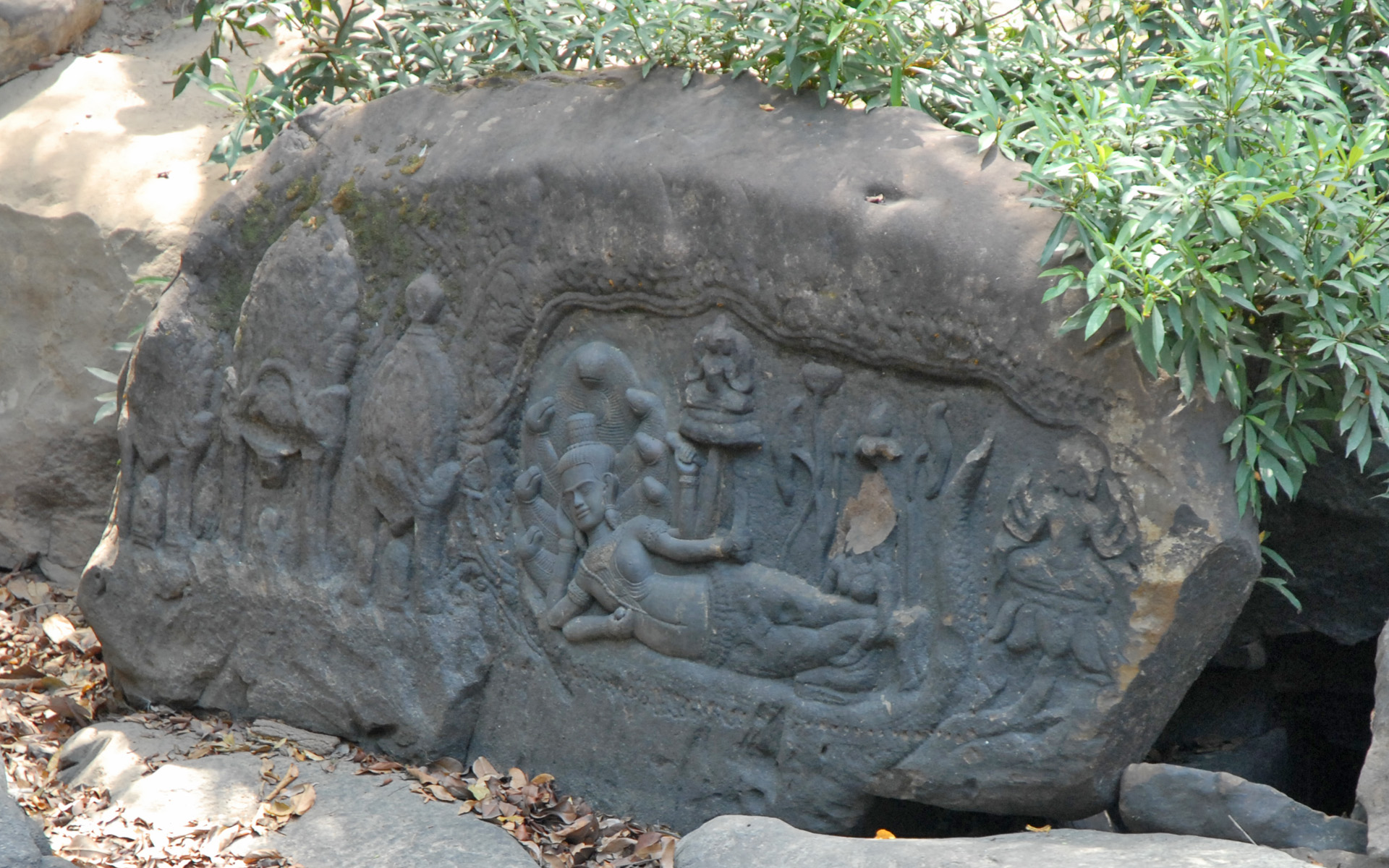
クバール・スピアンの川岸にある、神ヴィシュヌがヘビの神アナンタの上に横たわってくつろぎ、彼の足元には女神ラクシュミーが、またハスの花びらの上に神ブラフマーがいる彫刻。

川床や川の淵に彫られた彫刻は、多くのインド神話の場面および象徴を描く。川の水位が下がることで見られる碑文もある。乳海にくつろいで寄り掛かりヘビ（アナンタ）の上に横たわるヴィシュヌの形象や、ヴィシュヌのへそから出るハスの花に神ブラフマーがいるインド神話に特徴づけられるこれら彫刻の共通の題材は、創造を強調する役割をもつ。川のほとりには刻まれたこれらの彫刻が見られ、また流れる川にはリンガの普遍的象徴があり、いくつかの彫刻された破壊の神シヴァの浮彫りが見られる。川床に彫られている1000本ともいわれるリンガは、「1000本リンガの谷」のように、川に形成された川の渓谷にその名を与える。また、ヴィシュヌは川床や川の縁周りによく似たものが彫られている。シヴァが彼の配偶者ウマー（パールヴァティー）とともにいる彫刻も認められる。
彫刻は、破壊されかつ損傷してきてはいるが、彫られた神像は今もなお元の壮大さを留める。考古学者の監督のもと、アーティザン・アンコールの卒業生が、クバール・スピアンの欠落した浅浮彫り彫刻のいくつかの部分を再現している。

## 周辺
プノン・クーレン国立公園内に位置しており、川の川口近くにはAngkor Centre for Conservation of Biodiversity (ACCB) があり、不正取引された動物の救出保護など保全活動が展開されている。